# 1989 w muzyce
Wydarzenia muzyczne w 1989 roku.

## Wydarzenia
- 17 lutego – David Coverdale, lider Whitesnake, poślubił Tawny Kitaen
- 6 marca – Smokey Robinson opublikował autobiografię Inside My Life
- 9 kwietnia – Bill Wyman, basista The Rolling Stones, zapowiedział, że poślubi 19-letnią Mandy Smith, którą znał od 6 lat
- 28 kwietnia – Jon Bon Jovi poślubił Dorotheę Hurley w kaplicy ślubów w Las Vegas w Nevadzie
- 22 maja – wydano, po blisko trzyletniej przerwie w nagrywaniu, album grupy Queen The Miracle. Album uzyskał tytuł pięciokrotnej platyny, promowało go 5 singli (z powodu stanu zdrowia wokalisty Freddiego Mercury’ego zrezygnowano z koncertów)

## Urodzili się
- 3 stycznia – Hovig Demirjian, cypryjsko-ormiański piosenkarz
- 4 stycznia – Labrinth, właśc. Timothy Lee McKenzie, brytyjski piosenkarz, autor tekstów, multiinstrumentalista i producent muzyczny
- 5 stycznia – Conan Osíris, portugalski piosenkarz i autor tekstów
- 6 stycznia – Nicky Romero, właśc. Nick Rotteveel, holenderski DJ i producent muzyczny
- 7 stycznia – Ziyoda, właśc. Ziyoda O’tkurovna Kabilova, uzbecka piosenkarka, kompozytorka
- 8 stycznia – Paweł Górniak, polski kompozytor muzyki filmowej i producent muzyczny
- 12 stycznia – Aneta Sablik, polsko-niemiecka piosenkarka
- 13 stycznia
  - Triinu Kivilaan, estońska piosenkarka i modelka, była basistka i wokalistka zespołu Vanilla Ninja
  - Julian Perretta, brytyjski piosenkarz, autor tekstów, muzyk i producent muzyczny
- 14 stycznia – Frankie Bridge, brytyjska piosenkarka i autorka tekstów, członkini zespołu The Saturdays
- 16 stycznia – Kiesza, właśc. Kiesa Rae Ellestad, kanadyjska piosenkarka i tancerka
- 20 stycznia – Dena Kaplaw, australijska aktorka, piosenkarka i tancerka
- 25 stycznia
  - Rebecca Scheja, szwedzka piosenkarka, autorka tekstów, aktorka, DJ-ka i producentka muzyczna
  - Sheryfa Luna, francuska piosenkarka
- 30 stycznia – Marta Moszczyńska, polska piosenkarka i aktorka
- 31 stycznia – ManuElla, właśc. Manuela Brečko, słoweńska piosenkarka i autorka tekstów
- 12 lutego – Pavel Callta, czeski piosenkarz
- 17 lutego
  - Chord Overstreet, amerykański aktor, piosenkarz i muzyk
  - Albert Černý, czeski wokalista i gitarzysta zespołu Lake Malawi
- 18 lutego – SuRie, właśc. Susanna Marie Cork, brytyjska piosenkarka
- 21 lutego – Corbin Bleu, amerykański aktor, piosenkarz, model oraz tancerz
- 24 lutego – Trace Cyrus, amerykański piosenkarz, autor tekstów i gitarzysta zespołu Metro Station
- 26 lutego
  - Alba Rico Navarro, hiszpańska piosenkarka i aktorka
  - Gabriela De Almeida Rinne, niemiecka piosenkarka i gwiazda reality show, członkini zespołu Queensberry
- 27 lutego
  - Jessika Muscat, maltańska piosenkarka i autorka tekstów
  - Jarosław Praszczałek, polski dyrygent, kompozytor, instrumentalista, pedagog, popularyzator wiedzy o muzyce, wykładowca akademicki
- 28 lutego
  - Dominika Barabas, polska piosenkarka i autorka
  - Zhang Liyin, chińska piosenkarka
- 1 marca – Daniella Monet, amerykańska aktorka i piosenkarka
- 5 marca
  - Sterling Knight, amerykański aktor, piosenkarz i autor tekstów
- 9 marca – Kim Rae-yeon, południowokoreańśka piosenkarka, członki zespołu Girls’ Generation
- 10 marca – Stefanie Heinzmann, szwajcarska piosenkarka
- 14 marca – Colby O’Donis, amerykański piosenkarz, gitarzysta, autor tekstów i aktor
- 15 marca – Elsina Hidersha, albańska piosenkarka (zm. 2011)
- 17 marca
  - Mason Musso, amerykański piosenkarz, autor tekstów i muzyk zespołu Metro Station
  - Julia Pietrucha, polska aktorka, modelka i piosenkarka
- 21 marca
  - Sasha Boole, ukraiński wokalista i kompozytor a także pisarz; muzyk gatunku country oraz indie folk
  - Rochelle Humes, brytyjska piosenkarka i prezenterka telewizyjna, członki zespołu The Saturdays
  - Tom Leeb, francuski aktor, piosenkarz i komik
- 24 marca – Lindita Halimi, kosowska piosenkarka i autorka tekstów
- 25 marca – Alyson Michalka, amerykańska aktorka, piosenkarka oraz autorka piosenek
- 31 marca – Samanta Tīna, właśc. Samanta Poļakova, łotewska piosenkarka
- 7 kwietnia
  - Sylwia Grzeszczak, polska piosenkarka popowa, autorka tekstów i kompozytorka
  - Julija Samojłowa, rosyjska piosenkarka
- 12 kwietnia
  - Antonia Iacobescu, rumuńska piosenkarka
  - iLoveMakonnen, właśc. Makonnen Kamali Sheran, amerykański raper i piosenkarz
- 14 kwietnia – Elisa, japońska piosenkarka i modelka
- 17 kwietnia – Avi Kaplan, amerykański piosenkarz i autor tekstów
- 25 kwietnia – Aysel Teymurzadə, azerska piosenkarka
- 27 kwietnia – GReeeN, właśc. Pasquale Valentin Denefleh, niemiecki raper i piosenkarz
- 29 kwietnia – Foxes, właśc. Louisa Rose Allen, angielska piosenkarka
- 30 kwietnia – Małach, właśc. Bartłomiej Małachowski, polski raper
- 3 maja – Selah Sue, właśc. Sanne Putseys, belgijska piosenkarka, autorka tekstów i kompozytorka
- 5 maja – Chris Brown, amerykański piosenkarz, aktor i tancerz
- 6 maja
  - Otto Knows, szwedzki DJ i producent muzyczny
  - Nanna Bryndís Hilmarsdóttir, islandzka piosenkarka, muzyk i gitarzystka zespołu Of Monsters and Men
- 7 maja – Devlin, właśc. James Devlin, angielski raper
- 8 maja – Katy B, właśc. Kathleen Anne Brien, brytyjska piosenkarka
- 11 maja
  - Ada Szulc, polska piosenkarka
  - Prince Royce, amerykański piosenkarz i autor tekstów
- 12 maja – Elefteria Elefteriu, grecko-cypryjska piosenkarka
- 14 maja – Iza Lach, polska piosenkarka popowa, kompozytorka i autorka tekstów
- 15 maja – Sunny, południowokoreańska piosenkarka, członkini zespołu Girls’ Generation
- 19 maja – Jasmine, japońska piosenkarka
- 24 maja – G-Eazy, właśc. Gerald Earl Gillum, amerykański raper
- 25 maja – Aliona Moon, właśc. Aliona Munteanu, mołdawska piosenkarka
- 29 maja
  - Brandon Mychal Smith, amerykański aktor, artysta komediowy, piosenkarz i raper
  - Eyþór Ingi Gunnlaugsson, islandzki piosenkarz
  - Besa Kokёdhima, albańska piosenkarka
- 31 maja – Pablo Alborán, hiszpański piosenkarz, kompozytor i autor tekstów
- 2 czerwca
  - Aljoša Jurinić, chorwacki pianista
  - Sasza Skul, rosyjski raper (zm. 2022)
- 4 czerwca – Eldar Qasımov, azerski piosenkarz
- 8 czerwca – Amaury Vassili, francuski śpiewak operowy (tenor)
- 9 czerwca
  - Bausa, właśc. Julian Otto, niemiecki raper
  - Blanca Paloma, hiszpańska piosenkarka i kostiumograf
- 10 czerwca
  - Joel Corry, angielski DJ, producent muzyczny, trener fitness i osobowość telewizyjna
  - Alexandra Stan, rumuńska piosenkarka
- 13 czerwca
  - Sarsa, właśc. Marta Markiewicz, polska piosenkarka popowa i autorka tekstów
  - Dihaj, właśc. Diana Hacıyeva, azerska piosenkarka i autorka tekstów
- 14 czerwca – Lucy Hale, amerykańska aktorka i piosenkarka
- 18 czerwca – Renee Olstead, amerykańska aktorka i wokalistka jazzowa
- 19 czerwca – Oto Nemsadze, gruziński piosenkarz
- 21 czerwca – Jascha Washington, amerykański aktor i piosenkarz
- 23 czerwca – Lauren Bennett, brytyjska piosenkarka, tancerka i modelka
- 24 czerwca – Kortez, właśc. Łukasz Federkiewicz,  polski piosenkarz, kompozytor, muzyk, gitarzysta, pianista i puzonista
- 25 czerwca
  - Chris Brochu, amerykański aktor i raper
  - Sam Ryder, brytyjski piosenkarz, autor tekstów i osobowość internetowa
- 26 czerwca – JOWST, właśc. Joakim With Steen, norweski producent muzyczny i autor tekstów
- 2 lipca – Dev, właśc. Devin Star Tailes, amerykańska piosenkarka
- 3 lipca
  - Marina Łuczenko-Szczęsna, polska piosenkarka i kompozytorka
  - Aisel, właśc. Aysel Məmmədova, azerska piosenkarka
- 15 lipca
  - Bonus RPK, właśc. Oliwier Roszczyk, polski raper
  - Isaura, właśc. Isaura Santos, portugalska piosenkarka i autorka tekstów
- 17 lipca – Charles Richard-Hamelin, kanadyjski pianista
- 20 lipca
  - Mr. Polska, właśc. Dominik Czajka-Groot, polsko-holenderski raper
  - Brooke Candy, amerykańska raperka i piosenkarka
- 22 lipca – Albin Johnsén, szwedzki piosenkarz, raper i autor tekstów
- 30 lipca
  - Johannes Halbig, niemiecki piosenkarz i gitarzysta zespołu Killerpilze
  - Cady Groves, amerykańska piosenkarka i autorka tekstów (zm. 2020)
- 31 lipca – Marshall Williams, kanadyjski aktor, model i piosenkarz
- 2 sierpnia
  - Jonas Blue, właśc. Guy James Robin, angielski DJ i producent muzyczny
  - Priscilla, właśc. Préscillia Cynthia Samantha Betti, francuska piosenkarka
  - The Motans, mołdawski piosenkarz i autor tekstów
- 4 sierpnia
  - Ricarda Magduschewski, niemiecka aktorka i piosenkarka
  - Jessica Mauboy, australijska piosenkarka, autorka tekstów i aktorka
- 5 sierpnia – Nina Radojčić, serbska piosenkarka
- 15 sierpnia
  - Joe Jonas, amerykański piosenkarz, autor tekstów, kompozytor i aktor
  - Belinda Peregrin, meksykańska piosenkarka, autorka tekstów i aktorka
- 18 sierpnia – François-Xavier Poizat, szwajcarski pianista
- 30 sierpnia – Bebe Rexha, amerykańska piosenkarka i autorka tekstów
- 1 września
  - bliźniacy Bill Kaulitz i Tom Kaulitz, wokalista i gitarzysta niemieckiego pop-rockowego zespołu Tokio Hotel
  - Jacopo Sarno, włoski aktor i piosenkarz
  - Acha Septriasa, indonezyjska aktorka i piosenkarka
  - Lea Sirk, słoweńska piosenkarka i autorka tekstów
- 2 września
  - Ronela Hajati, albańska piosenkarka, autorka tekstów i tancerka
  - Zedd, właśc. Anton Igoriewicz Zasławski, rosyjsko-niemiecki DJ i producent muzyczny
- 3 września – Gusttavo Lima, brazylijski piosenkarz
- 8 września – Avicii, szwedzki DJ i producent muzyczny (zm. 2018)
- 9 września – Madox, właśc. Marcin Majewski, polski piosenkarz, autor tekstów, kompozytor i model
- 21 września – Jason Derulo, amerykański piosenkarz, tancerz, choreograf i aktor
- 26 września – Vixen, właśc. Dariusz Szlagor, polski raper, piosenkarz i producent muzyczny
- 27 września – Ephraim Beks, wokalista zespołu Lexington Bridge
- 28 września
  - Arty, właśc. Artiom Stoljarow, rosyjski DJ i producent muzyczny
  - Alligatoah, właśc. Lukas Strobel, niemiecki raper, piosenkarz, DJ i producent muzyczny
- 1 października – Bartosz Jagielski, polski wokalista i kompozytor
- 2 października – Álvaro Gango, hiszpański piosenkarz, członek zespołu Auryn
- 4 października – Rich Homie Quan, amerykański raper, piosenkarz i autor tekstów (zm. 2024)
- 6 października – Valeria Baroni, argentyńska aktorka, piosenkarka i tancerka
- 13 października – Slimane, właśc. Slimane Nebchi, francuski piosenkarz
- 15 października – Fedez, właśc. Federico Leonardo Lucia, włoski raper i producent muzyczny
- 17 października – Piotr Wiese, polski kompozytor, pianista i producent muzyczny, twórca muzyki poważnej, filmowej i teatralnej
- 20 października – Jess Glynne, brytyjska piosenkarka muzyki pop, R&B i house
- 23 października – Ghastly, właśc. David Lee Crow, amerykański DJ i producent muzyczny
- 27 października – Sasha Strunin, polska piosenkarka
- 29 października – Solar, właśc. Karol Poziemski, polski raper i freestyle’owiec
- 30 października
  - Vanessa White, brytyjska piosenkarka, autorka tekstów, aktorka i tancerka, członkini zespołu The Saturdays
  - Anna Chalon, francuska piosenkarka, autorka tekstów i gitarzystka
- 31 października – JID, właśc. Destin Choice Route, amerykański raper i piosenkarz
- 1 listopada – Kartky, właśc. Jakub Jankowski, polski raper
- 3 listopada
  - Joyce Jonathan, francuska piosenkarka
  - Nav, właśc. Navraj Singh Goraya, kanadyjski raper i producent muzyczny
- 6 listopada – Katerine Duska, grecko-kanadyjska piosenkarka i autorka tekstów
- 7 listopada – Nadieżda Tołokonnikowa, rosyjska piosenkarka i aktywistka polityczna, członkini zespołu Pussy Riot
- 9 listopada – Gianluca Bezzina, maltański lekarz i piosenkarz
- 16 listopada – Bartłomiej Pawlus, polski perkusista
- 19 listopada – Tyga, właśc. Michael Ray Nguyen-Stevenson, amerykański raper
- 20 listopada – Cody Linley, amerykański aktor i piosenkarz
- 25 listopada
  - Tom Dice, właśc. Tom Eeckhout, belgijski piosenkarz
  - Kasia Popowska, polska piosenkarka, autorka tekstów, kompozytorka i gitarzystka
- 26 listopada – James Hype, brytyjski DJ i producent muzyczny
- 30 listopada – Ryk, niemiecki piosenkarz, kompozytor i producent muzyczny
- 1 grudnia – Joris, właśc. Joris Ramon Buchholz, niemiecki piosenkarz i autor tekstów
- 3 grudnia – Maja Hyży, polska piosenkarka
- 5 grudnia
  - Julija Leżniewa, rosyjska sopranistka
  - Kwon Yuri, południowokoreańska piosenkarka i aktorka, członkini zespołu Girls’ Generation
- 13 grudnia
  - Taylor Swift, amerykańska piosenkarka i autorka tekstów
  - Kim Bom-sori, południowokoreańska skrzypaczka
- 17 grudnia – Taylor York, amerykański gitarzysta zespołu Paramore
- 22 grudnia – Jordin Sparks, amerykańska piosenkarka muzyki pop i R&B
- 25 grudnia – Adrian von Ziegler, szwajcarski kompozytor
- 28 grudnia – Salvador Sobral, portugalski piosenkarz

## Zmarli
- 9 stycznia – Stanisław Dowtort, litewski śpiewak (tenor), artysta baletowy i reżyser teatralny narodowości polskiej (ur. 1899)
- 31 stycznia – Yasushi Akutagawa, japoński kompozytor muzyki poważnej (ur. 1925)
- 1 lutego – Jerzy Abratowski, polski pianista, organista i kompozytor (ur. 1929)
- 21 lutego – Erika Köth, niemiecka śpiewaczka operowa (sopran) (ur. 1925)
- 22 lutego – Otar Taktakiszwili, gruziński kompozytor (ur. 1924)
- 26 lutego – Roy Eldridge, amerykański trębacz jazzowy (ur. 1911)
- 4 marca – Tiny Grimes, amerykański gitarzysta grający jazz i R&B (ur. 1916)
- 9 marca – Zef Gruda, albański muzyk i kompozytor (ur. 1926)
- 12 marca – Clelia Gatti Aldrovandi, włoska harfistka i pedagog gry na harfie (ur. 1901)
- 13 marca – Carl Dahlhaus, niemiecki muzykolog (ur. 1928)
- 17 marca – Marek Bliziński, polski gitarzysta jazzowy (ur. 1947)
- 27 marca – Cláudio Santoro, brazylijski kompozytor, dyrygent i skrzypek (ur. 1919)
- 12 kwietnia – Georges Sébastian, francuski dyrygent pochodzenia węgierskiego (ur. 1903)
- 1 maja – Antonio Janigro, włoski wiolonczelista i dyrygent (ur. 1918)
- 15 maja – John Green, amerykański dyrygent i kompozytor, twórca muzyki filmowej (ur. 1908)
- 24 maja – Mia Beyerl, austriacka śpiewaczka operową (kontralt), pianistka, pedagog (ur. 1900)
- 30 maja
  - Zinka Milanov, chorwacka śpiewaczka operowa (sopran) (ur. 1906)
  - Giuseppe Patanè, włoski dyrygent (ur. 1932)
- 1 czerwca – Irena Dubiska, polska skrzypaczka i pedagog (ur. 1899)
- 2 czerwca – Guido Agosti, włoski kompozytor, pianista i pedagog muzyczny (ur. 1901)
- 9 czerwca – Rəşid Behbudov, azerski piosenkarz i aktor (ur. 1915)
- 22 czerwca – Anton Dermota, austriacki śpiewak pochodzenia słoweńskiego (tenor) (ur. 1910)
- 24 czerwca – Hibari Misora, japońska piosenkarka (ur. 1937)
- 5 lipca – Ernesto Halffter, hiszpański kompozytor (ur. 1905)
- 10 lipca – Józef Powroźniak, polski pedagog muzyczny i publicysta (ur. 1902)
- 16 lipca – Herbert von Karajan, austriacki dyrygent (ur. 1908)
- 13 sierpnia – Jerzy Podsiadły, polski śpiewak operowy (bas) (ur. 1925)
- 25 sierpnia
  - Gunnar Berg, duński kompozytor (ur. 1909)
  - Roman Palester, polski kompozytor (ur. 1907)
- 8 września – Barry Sadler, amerykański piosenkarz i pisarz (ur. 1940)
- 14 września – Pérez Prado, kubański pianista, kompozytor, aranżer (ur. 1916)
- 16 września – Feliks Rączkowski, polski organista i kompozytor (ur. 1906)
- 22 września – Irving Berlin, amerykański kompozytor (ur. 1888)
- 30 września – Virgil Thomson, amerykański kompozytor i krytyk muzyczny (ur. 1896)
- 1 października – Witold Rowicki, polski dyrygent, pedagog, organizator życia muzycznego, propagator muzyki (ur. 1914)
- 7 października – Roman Heising, polski śpiewak operowy (baryton), muzykolog i pedagog (ur. 1902)
- 10 października – Jan Gałkowski, polski poeta i autor tekstów piosenek (ur. 1926)
- 11 października – Henryk Hubertus Jabłoński, polski kompozytor i pedagog (ur. 1915)
- 31 października – Conrad Beck, szwajcarski kompozytor (ur. 1901)
- 1 listopada – Mihaela Runceanu, rumuńska piosenkarka (ur. 1955)
- 5 listopada – Vladimir Horowitz, ukraiński pianista żydowskiego pochodzenia (ur. 1903)
- 17 listopada – João de Freitas Branco, portugalski muzykolog, kompozytor, publicysta i matematyk (ur. 1922)
- 18 listopada – Jan Drzewoski, polski kompozytor, chórmistrz i organista (ur. 1891)
- 29 listopada – Valentina Kameníková, czeska pianistka i pedagog pochodzenia ukraińsko-żydowskiego (ur. 1930)
- 5 grudnia – John Pritchard, angielski dyrygent (ur. 1921)
- 11 grudnia – Lindsay Crosby, amerykański piosenkarz i aktor (ur. 1938)
- 21 grudnia – Ján Cikker, słowacki kompozytor i pedagog (ur. 1911)
- 26 grudnia – Lennox Berkeley, brytyjski kompozytor (ur. 1903)

## Albumy

### polskie
- Antidotum – 2 plus 1
- After Blues and Friends – After Blues
- Aya RL (niebieska) – Aya RL
- Taniec lekkich goryli – Bielizna
- Daab III – Daab
- Kolaboracja II – Dezerter
- Horda Goga – Dragon
- Najemnik – Dżem
- The Band Plays On... – Dżem
- Urodziny – Dżem
- Mania szybkości – Fatum
- Wiązanka melodii młodzieżowych – Formacja Nieżywych Schabuff
- Krajobraz pełen nadziei – Marek Grechuta
- IRA – IRA
- Koncert live Jarocin – Martyna Jakubowicz
- Piosenki – Lech Janerka
- In a Little While – Kapitan Nemo
- Jeszcze tylko chwila – Kapitan Nemo
- Tabu – Kombi
- Promenada – Władysław Komendarek
- Planeta śmiechu – Władysław Komendarek
- Sto papierów – Korba
- Tan – Kult
- Kaseta – Kult
- Koncert – Lombard
- The Very Best of Lombard Live – Lombard
- Sie ściemnia – Maanam
- Made in Poland – Made in Poland
- Moskwa – Moskwa
- Terra Deflorata – Czesław Niemen
- Citizen G.C. (EP) – Obywatel G.C.
- Stan strachu – Obywatel G.C.
- Ulice jak stygmaty – Pidżama Porno
- Album – Krystyna Prońko
- Krew Marilyn Monroe – Róże Europy
- Jarocin ’88 – różni wykonawcy
- Letnia zadyma w środku zimy – różni wykonawcy
- Nie domykajmy drzwi – Skaldowie
- Skawiński – Grzegorz Skawiński
- Serce – Zdzisława Sośnicka
- Wiesława Sós – Wiesława Sós
- Nikt nie woła – Ryszard Sygitowicz
- Szukam nowego siebie – Sztywny Pal Azji
- Wychowanie – T.Love
- Tie Break – Tie Break
- Epidemic – Turbo
- Z środy na czwartek – Voo Voo
- Ziyo – Ziyo

### zagraniczne
- The Breathtaking Blue – Alphaville
- Last Scream of the Missing Neighbors – Jello Biafra/D.O.A.
- Twilight – Blue System
- You, Me and the Alarm Clock – John Bramwell (jako Johnny Dangerously)
- Classics – C.C. Catch
- Hear What I Say – C.C. Catch
- Raw Like Sushi – Neneh Cherry
- …But Seriously – Phil Collins
- Disintegration – The Cure
- Aura – Miles Davis
- Amandla – Miles Davis
- 101 – Depeche Mode
- No One Can Do It Better – The D.O.C.
- Dylan & The Dead – Bob Dylan i The Grateful Dead
- Oh Mercy – Bob Dylan
- 13 Songs – Fugazi
- Jarre Live – Jean-Michel Jarre
- Sleeping with the Past – Elton John
- Let It Roll – Don Johnson
- Hot in the Shade – KISS
- The Power of Lard – Lard
- Like a Prayer – Madonna
- Mind is a Terrible Thing to Taste – Ministry
- Thunder and Consolation – New Model Army
- Bleach – Nirvana
- Small Parts Isolated and Destroyed – Nomeansno
- Wrong – Nomeansno
- Earth Moving – Mike Oldfield
- Mystery Girl – Roy Orbison
- Nine Inch Nails – Pretty Hate Machine
- 9 – Public Image Ltd
- The Miracle – Queen
- Queen at the Beeb wyd. USA (osiem nagrań dla Radio 1 zarejestrowanych w 1973 roku) – Queen
- Rare Live (VHS koncertowy) – Queen
- The Miracle EP (VHS z teledyskami) – Queen
- Mother’s Milk – Red Hot Chili Peppers
- Satanus Tedeum – Rotting Christ
- Dean Martin: The Capitol Collector’s Series – Dean Martin
- Ricky Nelson Live: 1983–1985 – Ricky Nelson (wydanie pośmiertne)

## Muzyka poważna
- 8. Międzynarodowy Konkurs Pianistyczny im. Van Cliburna w Fort Worth w USA
- Powstaje Elegy for Anne Frank Lukasa Fossa
- Powstaje American Landscapes Lukasa Fossa
- Powstaje Central Park Reel Lukasa Fossa

## Opera
- W sierpniu tego roku wytwórnia Decca wydała album włoskiej śpiewaczki operowej, Cecilia Bartoli pt. Rossini Arias

## Nagrody
- Konkurs Piosenki Eurowizji 1989
  - „Rock Me”, Riva